# Юніон Тауншип (округ Сентер, Пенсільванія)
Юніон Тауншип (англ. Union Township) — селище (англ. township) в США, в окрузі Сентр штату Пенсільванія. Населення — 1367 осіб (2020).

## Демографія
Згідно з переписом 2010 року, у селищі мешкали 1383 особи в 548 домогосподарствах у складі 422 родин. Було 636 помешкань
Расовий склад населення:
| - 99,2 % — білих - 0,3 % — вихідців з тихоокеанських островів - 0,1 % — чорних або афроамериканців |

До двох чи більше рас належало 0,4 %. Частка іспаномовних становила 0,5 % від усіх жителів.
За віковим діапазоном населення розподілялося таким чином: 19,9 % — особи молодші 18 років, 66,3 % — особи у віці 18—64 років, 13,8 % — особи у віці 65 років та старші. Медіана віку мешканця становила 44,2 року. На 100 осіб жіночої статі у селищі припадало 101,6 чоловіків;  на 100 жінок у віці від 18 років та старших — 100,4 чоловіків також старших 18 років.
Середній дохід на одне домашнє господарство  становив 67 084 долари США (медіана — 60 917), а середній дохід на одну сім'ю — 70 905 доларів (медіана — 62 333). Медіана доходів становила 40 500 доларів для чоловіків та 33 109 доларів для жінок. За межею бідності перебувало 4,8 % осіб, у тому числі 2,1 % дітей у віці до 18 років та 3,1 % осіб у віці 65 років та старших.
Цивільне працевлаштоване населення становило 728 осіб. Основні галузі зайнятості: освіта, охорона здоров'я та соціальна допомога — 38,7 %, виробництво — 13,0 %, роздрібна торгівля — 8,8 %, науковці, спеціалісти, менеджери — 8,8 %.